# Dorothée Madiya
 (septembre 2024).
Pour les articles homonymes, voir Madiya.
Dorothée Madiya est une avocate et femme politique congolaise, élue députée nationale pour la circonscription électorale de Mont-Amba.

## Biographie
Elle est mariée et mère de deux enfants, Licenciée en droit (droit économique et social) à l'Université de Kinshasa, détentrice d'un DESS en droit des affaires à l'Université Paris-Panthéon-Assas et avocate au Barreau de Kinshasa/Gombe. Elle est l'une des femmes congolaises mandataire en mines et carrières de la République Démocratique du Congo.